# Bufo peripatetes
Bufo peripatetes és un gripau, un amfibi de la família dels Bufonidae, gènere Bufo que viu a Panamà. Va ser descrit per la primera vegada el 1992 pel biòleg J.Savage, que el va distingir del Bufo simo amb el qual va ser confós anteriorment.
Està amenaçada d'extinció per la pèrdua del seu hàbitat natural.